# Krystyna Żurek
Krystyna Żurek – polska dyplomatka, stała przedstawicielka przy UNESCO (2015–2018).

## Życiorys
Pracowniczka Ministerstwa Spraw Zagranicznych, gdzie zajmowała stanowiska m.in. zastępczyni dyrektora (do 2011) i dyrektorki (2011–2015) Departamentu Narodów Zjednoczonych i Praw Człowieka. Zastępczyni stałego przedstawiciela RP przy UNESCO w Paryżu (1991–1995). Pracowniczka Stałego Przedstawicielstwa RP przy Biurze Narodów Zjednoczonych w Genewie (1999–2003 i 2006–2009). W latach 2015–2018 stała przedstawicielka RP przy UNESCO w Paryżu. Członkini Polskiego Komitetu do spraw UNESCO (2011–2014).